# Lecane styrax
Lecane styrax är en hjuldjursart som först beskrevs av Harry K. Harring och Myers 1926.  Lecane styrax ingår i släktet Lecane och familjen Lecanidae. Inga underarter finns listade i Catalogue of Life.